# Сельское поселение Верхняя Подстепновка
Сельское поселение Верхняя Подстепновка — муниципальное образование в Волжском районе Самарской области.
Административный центр — посёлок Верхняя Подстепновка.

## Административное устройство
В состав сельского поселения Верхняя Подстепновка входят:
- посёлок Верхняя Подстёпновка,
- посёлок Подстепновка,
- село Преображенка.

## Население
| 2010  | 2012  | 2013  | 2014  | 2015  | 2016  | 2017  | 2018  | 2019  |
| ----- | ----- | ----- | ----- | ----- | ----- | ----- | ----- | ----- |
| 2595  | ↗2616 | ↗2645 | ↗2655 | ↗2735 | ↗2764 | ↗2818 | ↗2848 | ↗2946 |
| 2020  | 2021  |       |       |       |       |       |       |       |
| ↗3023 | ↘2720 |       |       |       |       |       |       |       |